# La brocca rotta (Greuze)
La brocca rotta (La Cruche cassée) è un dipinto di Jean-Baptiste Greuze (1725-1805), realizzato attorno al 1771-1772, conservato al museo del Louvre di Parigi.

## Descrizione
In un quadro di forma ovale disposto verticalmente (109 × 87 cm), l'unico personaggio raffigurato è una giovane ragazza che indossa un vestito bianco scollato, con le maniche a sbuffo, che tiene un mazzo di rose nelle pieghe del grembiule, è acconciata con un nastro con tre fiori e ha una rosa appuntata sul seno. Al braccio destro porta la brocca rotta, a cui il dipinto è intitolato. Alla sua sinistra si trova la fontana dalla quale avrebbe dovuto attingere l'acqua, che sgorga dal muso scolpito di un leone.
Tuttavia, a guardarla più attentamente, la fanciulla non ha un'aria così innocente come a prima vista. Il suo candore appare un po' esagerato: la sua sciarpina è mal disposta, lasciando il seno quasi in mostra, le rose che tiene in mano sono un po' sfiorite e sorrette al livello delle anche, mentre lo sguardo è esitante. La fontana potrebbe essere una rappresentazione del sesso maschile, così si può immaginare che la brocca rotta simboleggi la verginità perduta. Greuze avrebbe continuato questa simbologia ne Lo specchio rotto, Le uova rotte e L'uccellino morto.

## Storia
Il dipinto proviene da una confisca rivoluzionaria del 1794 nel castello di Louveciennes della contessa du Barry, che aveva commissionato l'opera.
Una copia del quadro in mani private fu rubata dai tedeschi durante la Seconda guerra mondiale. È stata affidata al museo del Louvre in attesa d'un'eventuale restituzione (rif. Musées nationaux récupération MNR 861) e non è esposta.
Uno schizzo preliminare (RF 3801) è esposto al Louvre.

Omaggi
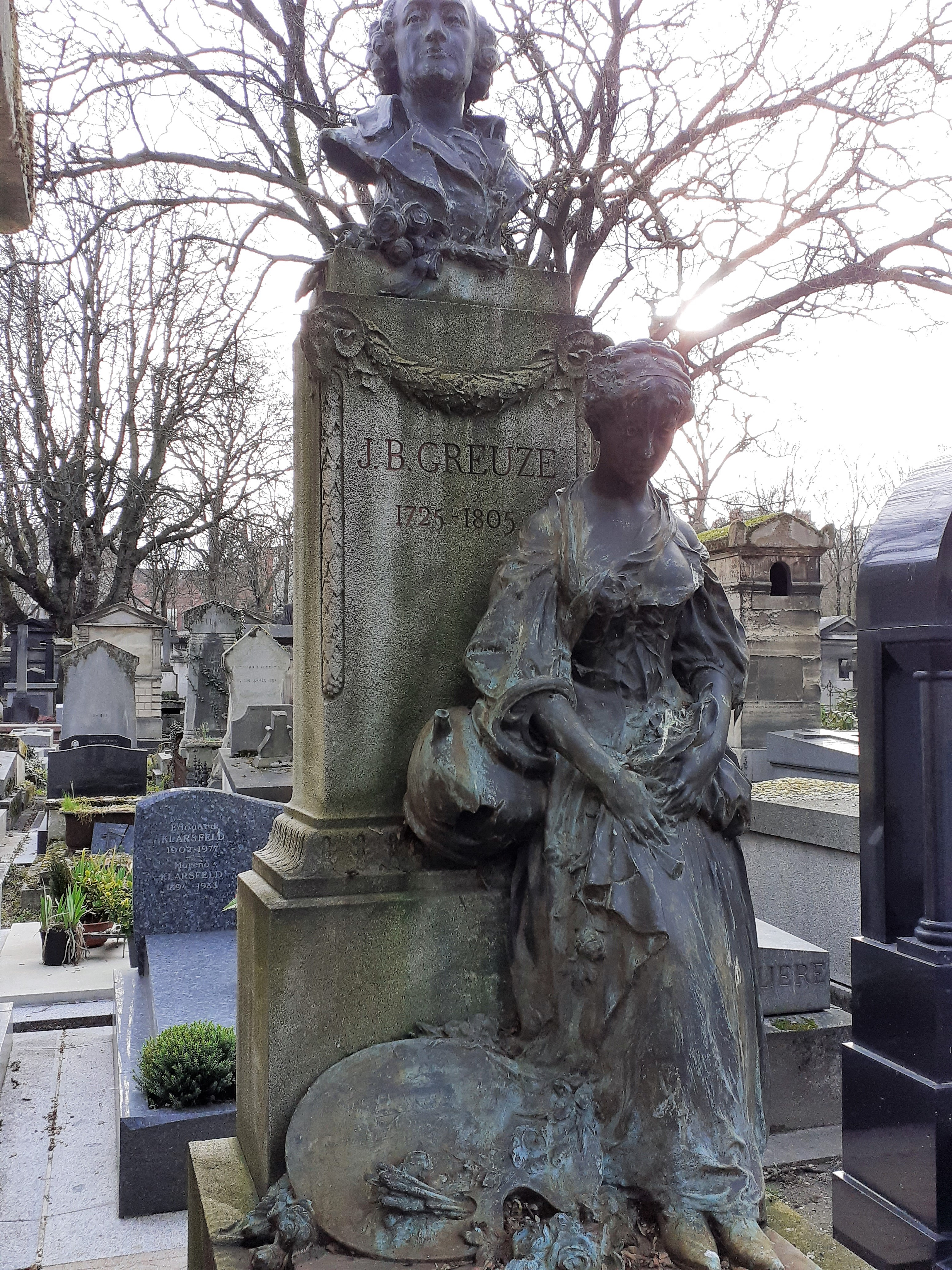
Ernest Dagonet, La Cruche cassée, da Greuze, scultura che orna la tomba del pittore al cimitero di Montmartre a Parigi.
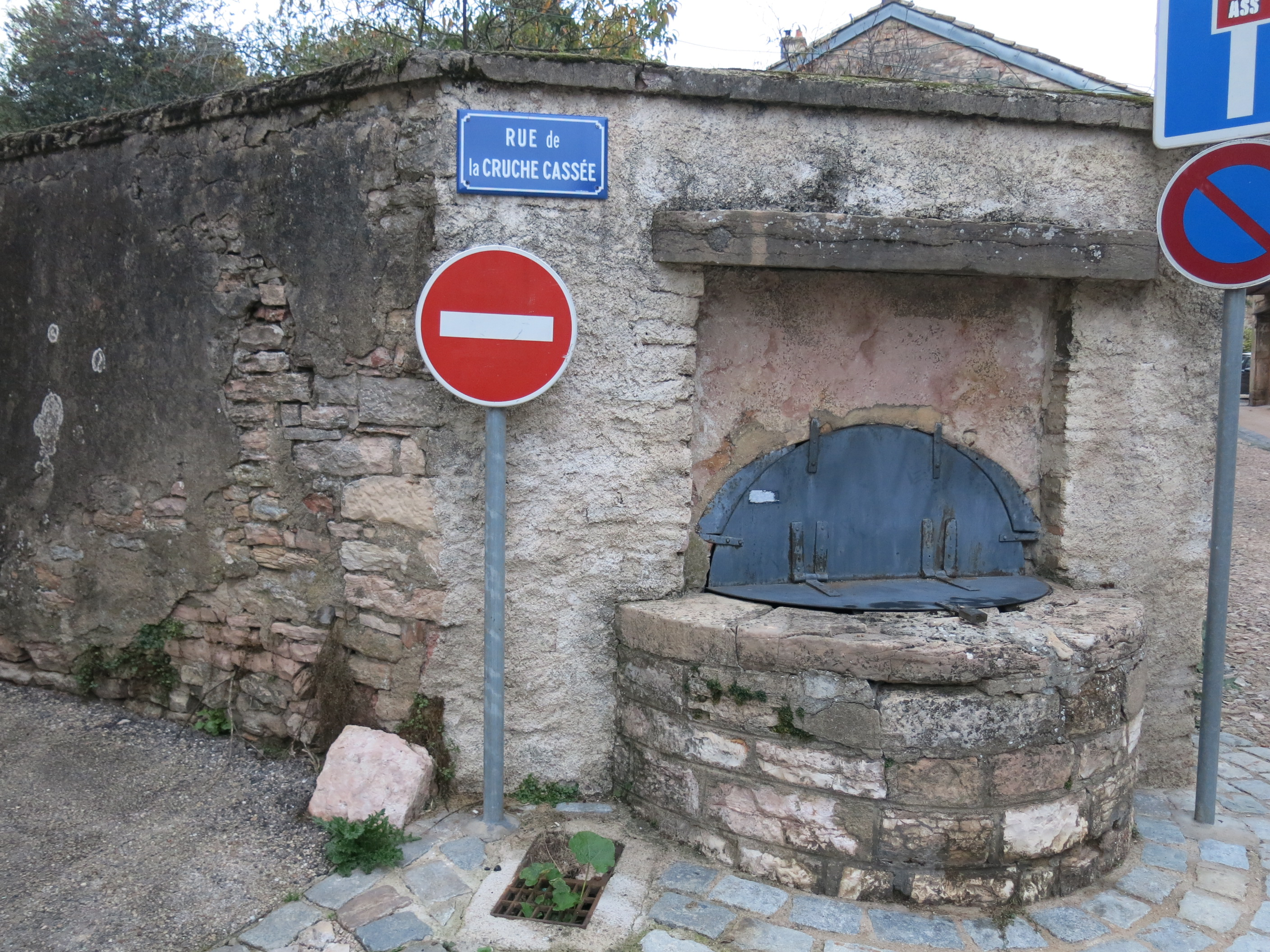
Una via di Tournus è intitolata al dipinto.